# Kurt Groenewold
Kurt Groenewold (*  3. April 1937 in Hamburg) ist ein deutscher Rechtsanwalt und Autor.

## Leben
Groenewold ist seit 1965 als Rechtsanwalt tätig, insbesondere als Strafverteidiger in politischen Strafverfahren. Seine Mandanten kamen unter anderem aus dem Bereich der APO und der RAF; Groenewold war einer der drei Wahlverteidiger Andreas Baaders während des Stammheim-Prozesses. Zusammen mit Hans-Christian Ströbele baute er das Info-System für die Verteidigung der RAF-Häftlinge auf. Vor diesem Hintergrund wurde gegen ihn 1975 ein Strafverfahren eingeleitet und ein Berufsverbot verhängt, das 1981 endete. Im Juli 1978 wurde er wegen der Unterstützung einer kriminellen Vereinigung in einem besonders schweren Fall zu einer zweijährigen Freiheitsstrafe zur Bewährung verurteilt. 1969 war er Verteidiger von Ernst Schnabel nach den Tumulten während der gescheiterten Uraufführung von Hans Werner Henzes Oratorium Das Floß der Medusa. 1974 vertrat Groenewold den Schriftsteller Erich Fried in einem Verfahren wegen Beleidigung der Berliner Polizei. Im Jahre 1984 verteidigte er Konrad Kujau, den Fälscher der Hitler-Tagebücher.
Groenewold ist Mitbegründer der Arbeitsgemeinschaft Hamburger Strafverteidiger (1973), des Republikanischen Anwaltvereins (1979) sowie Gründer der Zeitschrift Strafverteidiger (1982). Außerdem verfasste er verschiedene Publikationen zu rechtsgeschichtlichen Themen.
Groenewold vertritt Schriftsteller und Künstler in Rechtssachen und ist u. a. Testamentsvollstrecker von Erich Fried, Hans Mayer und der Schauspielerin Käthe Reichel. Er war Vorsitzender der Internationalen Erich Fried Gesellschaft für Literatur und Sprache/Wien und ist Mitglied des Präsidiums sowie Mitglied des Präsidiums der Hanns Eisler Gesellschaft. Groenewold war Gesellschafter der Verlage Europäische Verlagsanstalt/Rotbuch Verlag/Verlag Die Hanse.
Gemeinsam mit seinen Geschwistern ist Groenewold Gesellschafter der Friedrich G. Groenewold Erben. Der 2019 verstorbene Filmproduzent David Groenewold war sein Neffe.

## Veröffentlichungen (Auswahl)
- Vorwort zu Edward Peters: Folter. Geschichte der Peinlichen Befragung, Hamburg: Europäische Verlagsanstalt 1991, ISBN 3-434-46195-7
- Beitrag zu Hanno Loewy, Bettina Winter: NS-„Euthanasie“ vor Gericht. Fritz Bauer und die Grenzen juristischer Bewältigung, Wissenschaftliche Reihe des Fritz Bauer Instituts, 1, Frankfurt/M.: Campus 1996
- Nachwort zu Peter O. Chotjewitz: Die Herren des Morgengrauens. Romanfragment, Hamburg: Rotbuch 1997, ISBN 3-880-22201-0
- Textbeitrag zu Sabine Groenewold (Hrsg.): Mit Lizenz: Geschichte der Europäischen Verlagsanstalt; 1946–1996; Hamburg: Europäische Verlagsanstalt 1996, ISBN 3-434-50095-2
- Angeklagt als Verteidiger Prozesserklärung u. andere Texte, Reihe: Dokumentationen, 1, Hamburg: Attica-Verlag 1978, ISBN 3-882-35004-0
- Beitrag Anwaltsverfolgung in Hartmut Wächtler (Hrsg.): Zum Alltag der politischen Strafjustiz in der BRD: Beiträge deutscher Strafverteidiger auf einer Veranstaltung anlässlich des 51. Deutschen Juristentages in Stuttgart am 16.9.1976, München: Selbstverlag Hartmut Wächtler 1977
- Herausgeber von Rechtsanwaltsbüro Groenewold, Degenhardt, Reinhard: Politische Justiz: Dokumentation über den Ausweisungsterror an Palästinensern, Hamburg: Verlag Association 1972
- Kurt Groenewold (Hrsg.): Informationen zur Anklage des Generalbundesanwalts gegen Rechtsanwalt Kurt Groenewold als Verteidiger der Gefangenen aus der RAF, Serie: Prozesse gegen die Verteidiger der politischen Gefangenen in der Bundesrepublik Deutschland (BRD), Hamburg: Maldoror 1976
- Beiträge in Peter Brokmeier (Hrsg. im Auftr. d. Republikanischen Clubs, Berlin): Kapitalismus und Pressefreiheit am Beispiel Springer, Frankfurt/M.: Europäische Verlagsanstalt 1969
- Claus Croissant, Kurt Groenewold, u. a.: Politische Prozesse ohne Verteidigung. Vorwort von Gerhard Mauz, Berlin: Verlag Klaus Wagenbach 1976. Politiske processer uden forsvar, Retssagen mod Baader-Meinhof-gruppen [Røde Armé Fraktion] i Vesttyskland (Rechtssachen mit der Baader-Meinhof-Gruppe [Rote Armee Fraktion] in Westdeutschland). Oversat og kommenteret af Finn Barlby (übersetzt in Dänische und kommentiert von Finn Barlby). Forord ved Carl Madsen (Vorwort von Carl Madsen), København: Tiderne skrifter, 1976
- Nachwort zur rechtlichen Situation in Leila Moysich, Joachim Wehnelt: Und plötzlich ist es Leben: eine Babyretterin erzählt, Achberg, Köln: Achberger Verlags-Anstalt u. Europa 2004, ISBN 3-434-50577-6
- Über das Organisieren anwaltlicher Interessenvertretung (1970–1980) in Rechtspolitik „mit aufrechtem Gang“, Baden-Baden: Nomos Verlagsgesellschaft, ISBN 3-789-01986-0
- Beitrag William M. Kunstler (1919–1995) : Radical Lawyer und Anwalt der Bürgerrechtsbewegung. In „… kein Grund zu feiern“: 30 Jahre Strafverteidigertag; Berlin: Strafverteidigervereinigungen 2007, S. 187–203
- Kurt Groenewold, Alexander Ignor, Arnd Koch (Hrsg.): Lexikon der Politischen Strafprozesse, seit 2012